# EDG Entsorgung Dortmund
Die EDG Entsorgung Dortmund GmbH mit Sitz in Dortmund ist ein im Jahre 1991 gegründetes Unternehmen der Entsorgungsbranche. Im Januar 1992 wurde der operative Betrieb aufgenommen. Das Unternehmen entstand aus der Umwandlung des Stadtreinigungsamtes in eine privatrechtliche Gesellschaft. Hauptaufgabe war es anfangs, die Entsorgung für die Privathaushalte sicherzustellen und die öffentlichen Straßen und Plätze zu reinigen. Das Angebotsspektrum ist in den letzten 30 Jahren systematisch ausgebaut worden.
Die Gesellschafter des Unternehmens sind
- Stadt Dortmund zu 51 %
- Dortmunder Stadtwerke AG zu 49 %
- Geschäftsführer ist Frank Hengstenberg (seit 1. März 2010)
- Geschäftsführer ist Bastian Prange (seit 1. Januar 2019)
- Vorsitzender der Geschäftsführung ist Rainer Wallmann (seit 1. Oktober 2022)

Das Unternehmen beschäftigt im Jahresmittel nahezu 990 Mitarbeiter. Im gesamten Unternehmensverbund sind es mehr als 1500. Der Fuhrpark (Müllwagen, Reinigungsfahrzeuge etc.) umfasst rund 300 Fahrzeuge.
Das Unternehmen betrieb bis 1992 noch eine Müllhalde in Deusen, die inzwischen fast vollständig renaturiert und nach Anregung durch die Bevölkerung in „Deusenberg“ umbenannt wurde. Auf dem Gelände der Altdeponie hat die EDG als besonderes Freizeitangebot eine anspruchsvolle Bike-Arena für Anfänger und Fortgeschrittene gebaut.
Unmittelbar neben der zweiten Dortmunder Altdeponie, der Deponie Grevel, plante und baute die EDG eine völlig neue moderne Abfalldeponie: Die Deponie Dortmund-Nordost. Diese Deponie gilt wegen ihrer ausgereiften Technik und Sicherheitsvorkehrungen als europäische Vorzeigedeponie und wurde im Mai 1994 in Betrieb genommen und sollte die Entsorgungssicherheit für Dortmund bis weit in das nächste Jahrtausend gewährleisten.
Seit Juni 2005 gilt bundesweit ein Deponierungsverbot für Abfälle mit einem Organikanteil von mehr als 5 %. Dieses Verbot gilt auch für die Deponie Dortmund-Nordost. Um trotzdem die Abfallgebühren für die Bevölkerung konstant halten zu können, ist die EDG frühzeitig abfallwirtschaftliche Regional-Kooperationen mit den Städten Hamm, Hagen und Iserlohn eingegangen und behandelt seit dem Deponieverbot die Abfälle aus den Dortmunder Haushalten in den Müllverbrennungsanlagen dieser Kommunen.
Im Zuge der Insolvenz der Greensill Bank 2021 wurde bekannt, dass die EDG Einlagen bei diesem Institut  hielt. Die Geschäftspraxis der Bank wurde kurz nach Bekanntwerden durch den Oberbürgermeister der Stadt Dortmund Thomas Westphal kritisiert und von ihm als nicht akzeptabel und risikobehaftet für kommunale Unternehmen beurteilt. Die EDG erhielt ihre Einlagen durch den Bundesverband deutscher Banken im Rahmen deren Einlagensicherung vollständiug erstattet.

## Unternehmensverbund
Die EDG umfasst als Unternehmensverbund folgende Firmen:
- Dortmunder Recycling GmbH (DOREG) zu 75,1 %: Die DOREG beschäftigt sich mit Entsorgungsdienstleistungen für Privathaushalte, Gewerbebetriebe und Behörden. Schwerpunkt ist hier eindeutig die Erfassung von Papier und Pappe. Daneben werden PE-Folien und Schaumpolystyrol eingesammelt. Das Altpapier wird sortiert, gepresst und dann (auch international) vermarktet. Die DOREG vernichtet auch Akten- und Datenträger. An der DOREG ist die Voßschulte Beteiligungsgesellschaft mbH aus Dortmund mit 24,9 % beteiligt. → Die EDG Holding hat im Geschäftsjahr 2021 die 24,9 % Beteiligung von Voßschulte erworben, sodass nun 100 % Beteiligung bei der EDG Holding liegen, zusätzlich sind die Aufgaben der DOREG ab dem 1. Januar 2022 zur DOGA übergegangen.
- Dortmunder Mineralstoffverwertungs GmbH (DOMIG) zu 51 %: Die DOMIG beschäftigt sich mit dem Baustoffrecycling, d. h. alle im Bereich von Hoch- und Tiefbau anfallenden Stoffe werden bearbeitet. Daneben werden Abbruch und Sanierung ganzer Gebäude oder Areale angeboten. Im Bereich der Bodenaufbereitung können angelieferte Fraktionen von Fremdbestandteilen befreit werden. An der DOMIG ist die DBR Dortmunder Baustoffrecycling GmbH zu 49 % beteiligt. Gesellschafter der DBR sind u. a. die Firma Stricker GmbH & Co. KG Hartsteinindustrie und die Tiefbaufirma Höhler.
- Dortmunder Gesellschaft für Abfall mbH (DOGA) zu 100 %: Hauptaufgabe der DOGA ist die Verwertung und Beseitigung gewerblicher Abfälle.
- Welge Entsorgung GmbH zu 100 %: Die Firma beschäftigt sich mit dem Transport von Abfällen. In Teilen des Kreises Unna führt Welge die kommunale Entsorgung durch. In Dortmund werden Depotcontainer geleert sowie Haus- und Bioabfall und die Gelbe Tonne abgefahren. Darüber hinaus werden Ferntransporte zu den Müllverbrennungsanlagen ausgeführt und ein „normaler“ Containerdienst betrieben.
- MHB Betriebsführungsgesellschaft mbH zu 74,9 %: Die MHB Hamm Betriebsführungsgesellschaft mbH betreibt im Auftrag der MVA Hamm Betreiber-GmbH die Müllverbrennungsanlage in Hamm. Die Gesellschafter sind verpflichtet, die Anlage mit einem Jahreskontingent auszulasten, das dem Anteil der Beteiligung an der Betreiber-GmbH entspricht. Die Jahreskapazität liegt bei 245.000 t/a. Die EDG ist mit 35,9 % (=88.000 t/a) beteiligt. Die anderen Kapazitäten werden vom Kreis Unna (66.000 t), Hamm (51.000 t), Warendorf (20.000 t) und Soest (20.000 t) genutzt.
- Hagener Entsorgungsbetrieb (HEB) zu 20 %
- HUI GmbH zu 20 %
- AMK GmbH zu 24,5 % (durchgerechnet): Die Abfallentsorgungsgesellschaft des Märkischen Kreises mbH betreibt in Iserlohn ein Müllheizkraftwerk mit ca. 230.000 Mg/a. Das Werk wurde im Jahre 1970 errichtet, in den folgenden Jahren ausgebaut und wird laufend auf dem neuesten Stand der Technik gehalten. Es verfügt heute über drei Kessellinien. Die beiden anderen Gesellschafter sind der Märkische Kreis mit 51 % und die Lobbe Deutschland GmbH mit durchgerechneten 24,5 %.
- Dortmunder Logistik GmbH (DOLOG) zu 100 %